# Премия Большого Брата
«Премия Большого Брата» (англ. Big Brother Awards) — ежегодная премия за самое грубое нарушение неприкосновенности частной жизни и свободы граждан государством или компанией, учреждённая в 1998 году.
Премия носит такое название в честь персонажа Большой Брат из романа Джорджа Оруэлла «1984» .
В США церемонии вручения премии проходили в Вашингтоне (7.04.1999), Кембридже (7.03.2001), Сан-Франциско (18.04.2002), Нью-Йорке (3.04.2003), Беркли (21.04.2004), Сиэтле (14.04.2005).

## Страны
Следующие страны устраивают свои собственные премии «Big Brother Awards»:
| - Австралия - Австрия - Бельгия - Болгария - Чехия - Дания - Финляндия | - Франция - Германия - Венгрия - Италия - Япония - Нидерланды - Новая Зеландия | - Испания - Швейцария - Великобритания - США - Бразилия - Аргентина - Португалия |

## Фотогалерея

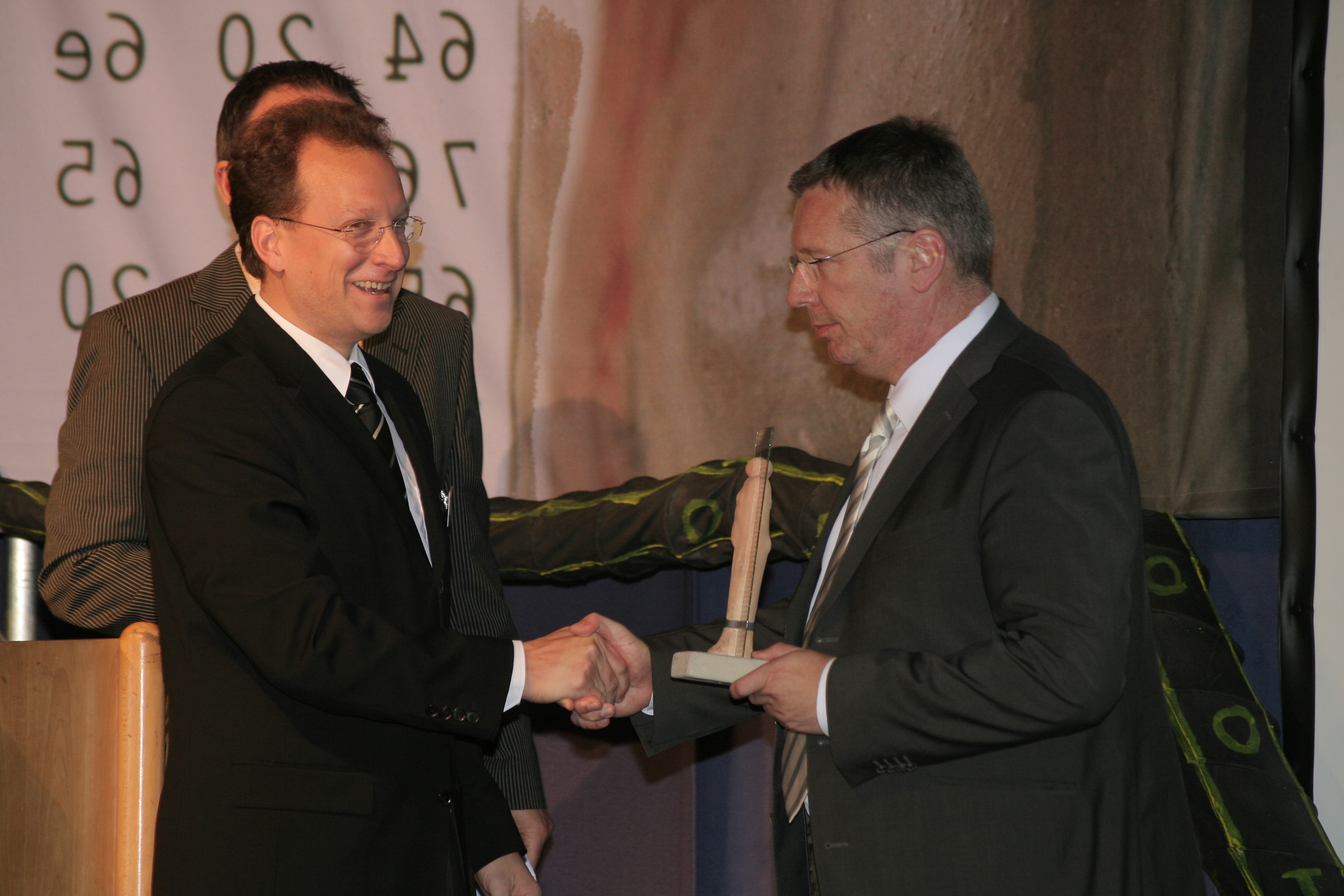
Big Brother Award 2008 (Germany)
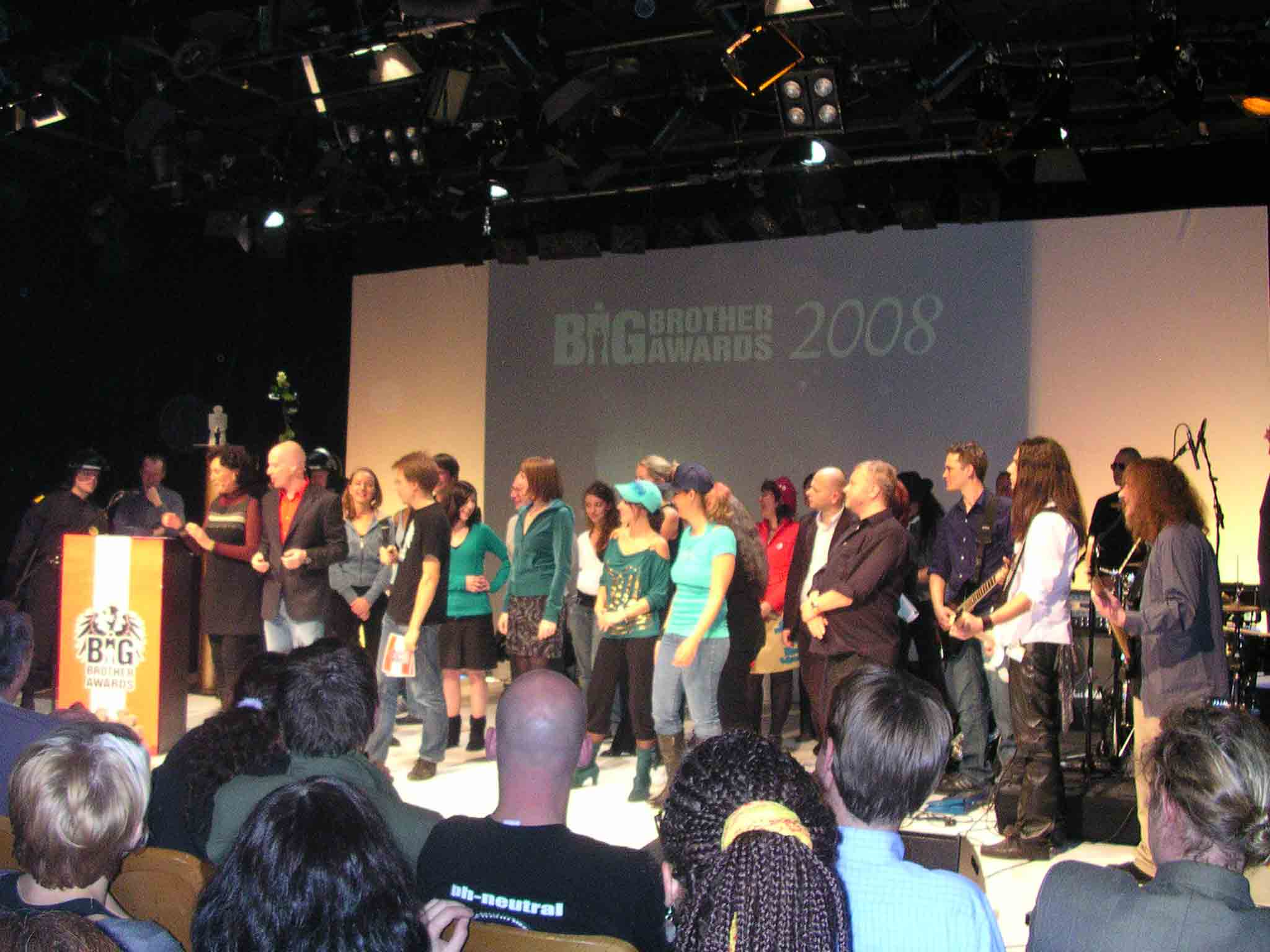
Big Brother Awards 2008 (Austria)
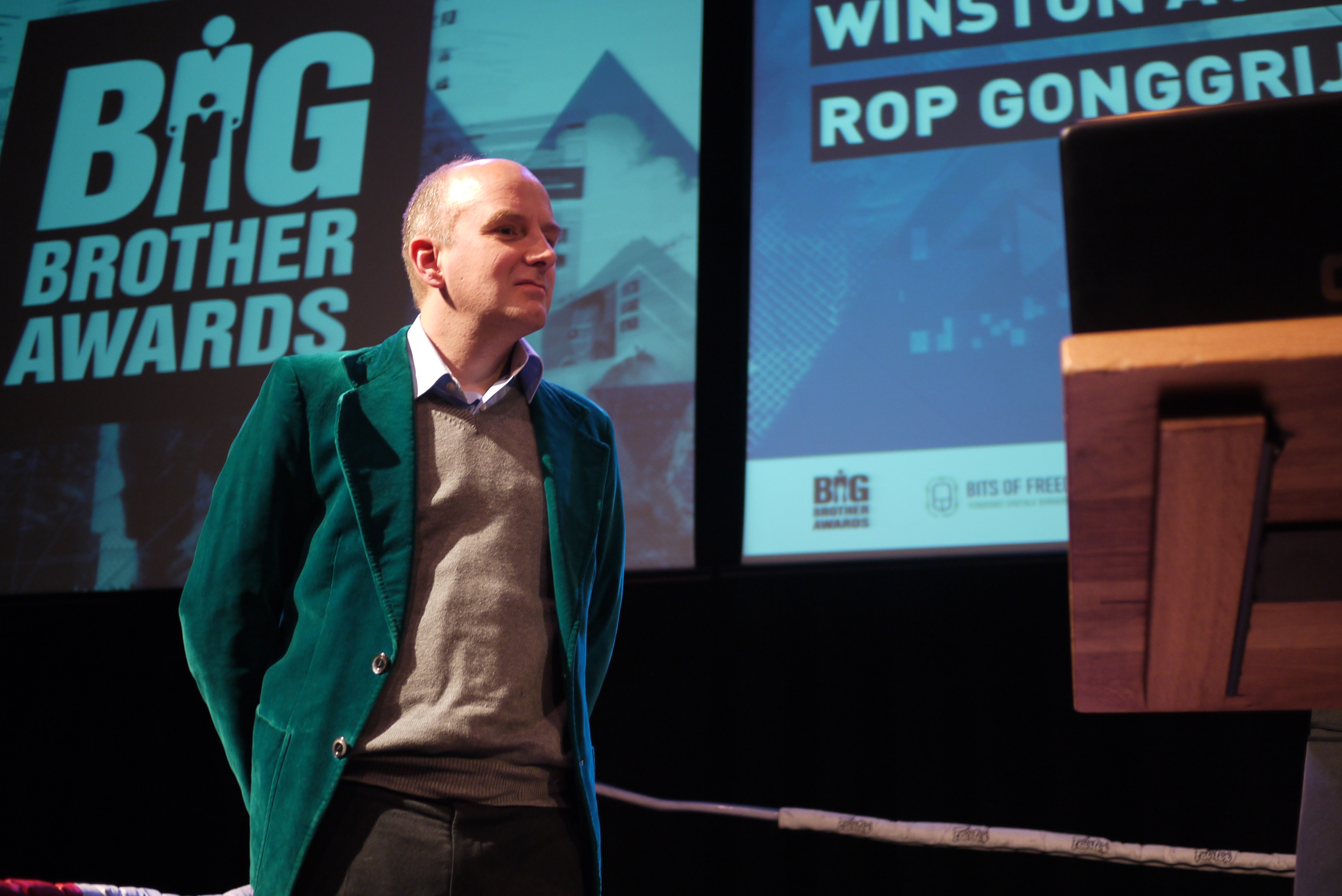
Big Brother Awards 2010 (Netherlands)
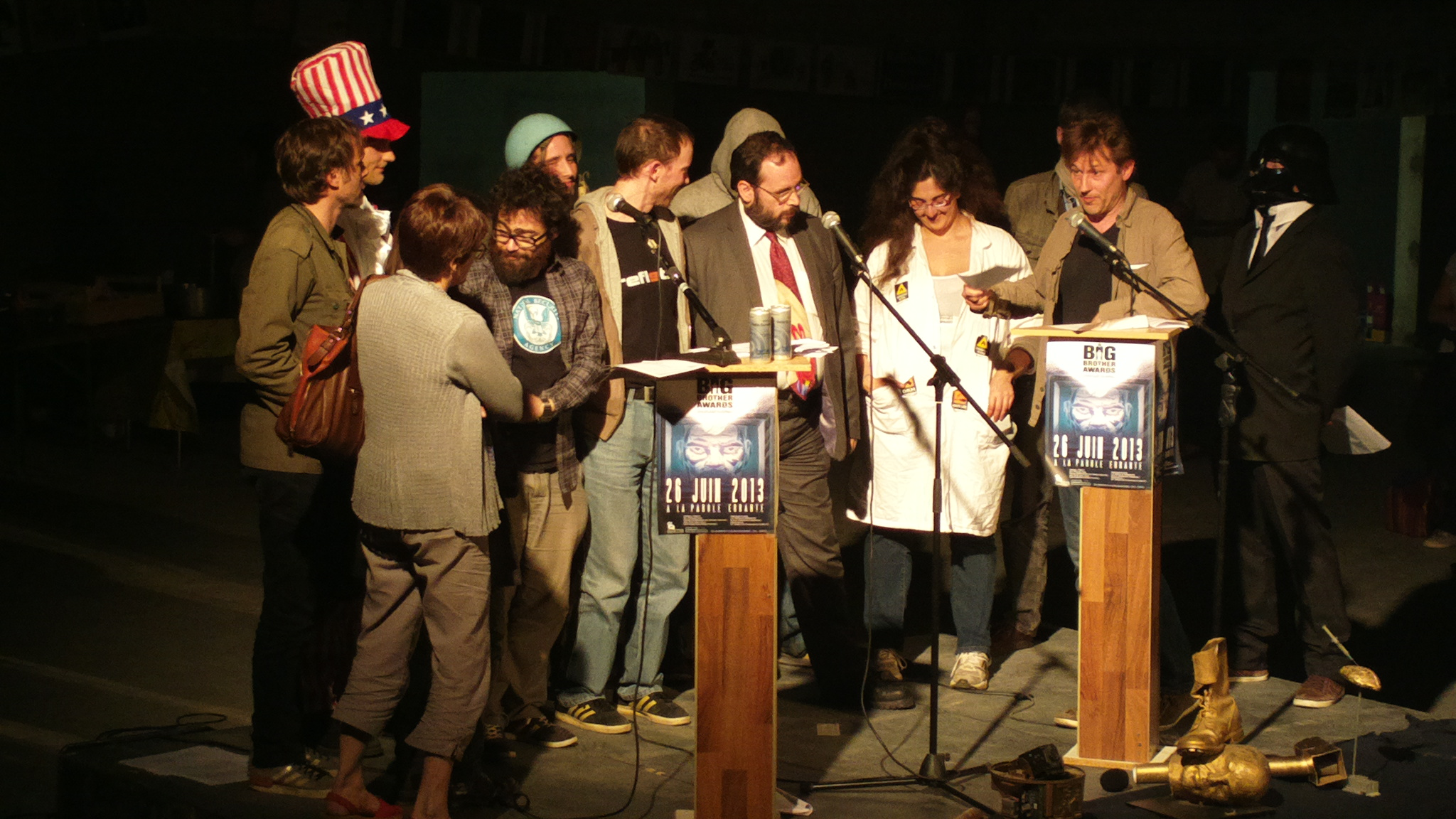
Big Brother Awards 2013 (France)